# Zemský okres Schleswig-Flensburg
Zemský okres Schleswig-Flensburg (německy Kreis Schleswig-Flensburg) je zemský okres v německé spolkové zemi Šlesvicko-Holštýnsko. Sídlem správy zemského okresu je město Schleswig. Má přibližně 200 tisíc obyvatel. 

## Města a obce
Města:
1. Arnis
2. Glücksburg
3. Kappeln
4. Schleswig

Obce:
1. Ahneby
2. Alt Bennebek
3. Ausacker
4. Bergenhusen
5. Böel
6. Böklund
7. Bollingstedt
8. Boren
9. Borgwedel
10. Börm
11. Böxlund
12. Brebel
13. Brodersby
14. Busdorf
15. Dannewerk
16. Dollerup
17. Dollrottfeld
18. Dörpstedt
19. Eggebek
20. Ellingstedt
21. Erfde
22. Esgrus
23. Fahrdorf
24. Freienwill
25. Gelting
26. Geltorf
27. Goltoft
28. Grödersby
29. Groß Rheide
30. Großenwiehe
31. Großsolt
32. Grundhof
33. Handewitt
34. Harrislee
35. Hasselberg
36. Havetoft
37. Hollingstedt
38. Holt
39. Hörup
40. Hürup
41. Husby
42. Hüsby
43. Idstedt
44. Jagel
45. Janneby
46. Jardelund
47. Jerrishoe
48. Jörl
49. Jübek
50. Klappholz
51. Klein Bennebek
52. Klein Rheide
53. Kronsgaard
54. Kropp
55. Langballig
56. Langstedt
57. Lindewitt
58. Loit
59. Lottorf
60. Lürschau
61. Maasbüll
62. Maasholm
63. Medelby
64. Meggerdorf
65. Meyn
66. Mittelangeln
67. Mohrkirch
68. Munkbrarup
69. Neuberend
70. Nieby
71. Niesgrau
72. Norderbrarup
73. Norderstapel
74. Nordhackstedt
75. Nottfeld
76. Nübel
77. Oersberg
78. Oeversee
79. Osterby
80. Pommerby
81. Rabel
82. Rabenholz
83. Rabenkirchen-Faulück
84. Ringsberg
85. Rügge
86. Saustrup
87. Schaalby
88. Schafflund
89. Scheggerott
90. Schnarup-Thumby
91. Schuby
92. Selk
93. Sieverstedt
94. Silberstedt
95. Sollerup
96. Sörup
97. Stangheck
98. Steinberg
99. Steinbergkirche
100. Steinfeld
101. Sterup
102. Stolk
103. Stoltebüll
104. Struxdorf
105. Süderbrarup
106. Süderfahrenstedt
107. Süderhackstedt
108. Süderstapel
109. Taarstedt
110. Tarp
111. Tastrup
112. Tetenhusen
113. Tielen
114. Tolk
115. Treia
116. Twedt
117. Uelsby
118. Ulsnis
119. Wagersrott
120. Wallsbüll
121. Wanderup
122. Wees
123. Weesby
124. Westerholz
125. Wohlde